# کشالین
کُشالین () (به لهستانی: Koszalin) (به آلمانی: Köslin) (به لاتین: Cussalin) یکی از شهرهای بزرگ لهستان است که در شمال غرب این کشور واقع شده‌است. این شهر در ۲ کیلومتری سواحل دریای بالتیک قرار گرفته‌است.